# خروک
خروک، روستایی از توابع بخش شنبه و طسوج شهرستان دشتی در استان بوشهر ایران است.
اداره‌ی این روستا برعهده شورای روستای سنا است.

## جمعیت
این روستا در دهستان شنبه قرار دارد و براساس سرشماری مرکز آمار ایران در سال ۱۳۸۵، جمعیت آن زیر سه خانوار بوده‌است.